# Oud-Empel
Oud-Empel es una aldea del municipio neerlandés de Bolduque, en la provincia de Brabante Septentrional. En 2009 tenía una población de 50 habitantes.
Oud-Empel está situado a lo largo del muro de contención del río Mosa, al norte de Bolduque. Hasta 1971, el pueblo formaba parte del municipio de Empel en Meerwijk.